# Scaunul Odorhei

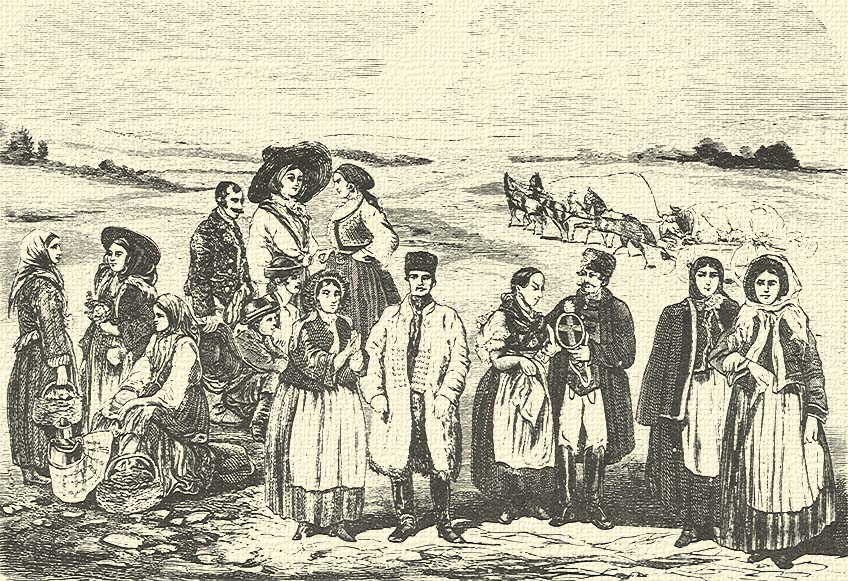
Secui din Scaunul Odorhei la 1868. Imagine din monografia lui Balázs Orbán, Descrierea Ținutului Secuiesc.

Scaunul Odorhei (în maghiară Udvarhelyszék, în latină Udvarhelyensis sedes) a fost un scaun secuiesc care a existat din secolul al XIII-lea până la desființarea sa în anul 1876, cu sediul la Odorheiu Secuiesc. În locul său a fost înființat Comitatul Odorhei.